# Parafia Matki Bożej Nieustającej Pomocy w Niechobrzu
Parafia Matki Bożej Nieustającej Pomocy w Niechobrzu – parafia rzymskokatolicka znajdująca się w diecezji rzeszowskiej w dekanacie Boguchwała.